# Strada europea E27
La strada europea E27  è un asse viario misto di classe A e, come si evince dal numero, è una intermedia Nord-Sud.
Collega la città francese di Belfort ad Aosta, passando per il territorio svizzero e valicando le Alpi mediante il traforo del Gran San Bernardo.

## Percorso
| E27 BELFORT - AOSTA |                             |                                 |                        |
| Stato               | Tipologia                   | Tratto                          | Interconnessioni       |
| Francia (bandiera)  | autostrada                  | Belfort - Bermont               | E54, in comune con E60 |
| Francia (bandiera)  | N19                         | Bermont - Confine               |                        |
|                     | viabilità ordinaria         | Confine - Porrentruy            |                        |
| autostrada          | Porrentruy - Bienne         |                                 |                        |
| autostrada          | attraversamento di Bienne   |                                 |                        |
| autostrada          | Bienne - Berna              |                                 |                        |
| autostrada          | Berna - La Veyre            |                                 |                        |
| autostrada          | La Veyre - Martigny         | in comune con E62               |                        |
| viabilità ordinaria | Attraversamento di Martigny |                                 |                        |
| viabilità ordinaria | Martigny - Confine          |                                 |                        |
| Italia (bandiera)   | galleria                    | Confine - Saint-Rhémy-en-Bosses |                        |
| Italia (bandiera)   | superstrada                 | Saint-Rhémy-en-Bosses - Aosta   | E25                    |